# Pleioblastus wuyishanensis
Pleioblastus wuyishanensis är en gräsart som beskrevs av Qing Fang Zheng och Ke Fu Huang. Pleioblastus wuyishanensis ingår i släktet grenbambu, och familjen gräs. Inga underarter finns listade i Catalogue of Life.